# دونالد ماكجريجور
دونالد ماكجريجور (بالإنجليزية: Donald Macgregor) هو عداء مراثوني ومدرس بريطاني، ولد في 23 يوليو 1939.

## وصلات خارجية
- دونالد ماكجريجور على موقع أوليمبيديا (الإنجليزية)